# Пиета
 Тази статия е за мотива в изкуството.  За филма вижте Пиета (филм).  
Пиета (от италиански: pietà – жалост) e тема в християнското изкуство.
Изобразява Дева Мария, оплакваща смъртта на Христос. На художествени изображения, икони или в скулптура (най-известната от които е „Пиета“ на Микеланджело) Дева Мария държи в скута си тялото на починалия Исус Христос преди неговото възкресение.

## Картини
- Пиета във фрески, намерени в църквата на свети Панталеймон, с. Горно Нерези, Македония, 1164
- Пиета с Бог Отец, Жан Малуел, Лувър, 1400 – 1410
- Молитвата на лат. Obsecro te (70-те години на XV век), от Часослов от Анже
- „Пиета“ от Рожер ван дер Вейдън, Музей дел Прадо, Мадрид, със свети Йоан Богослов
- Пиетро Перуджино, Уфици